# Cab-bike

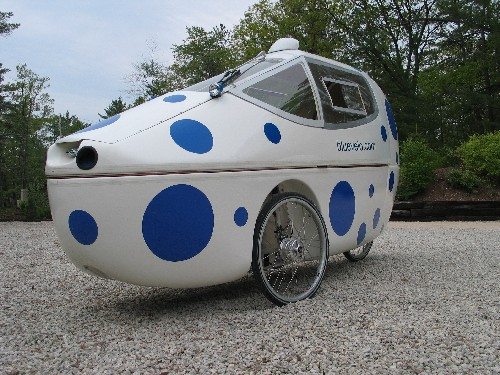
Cab-bike

Cab-bike je velomobil německé výroby, který byl navržen Reiholdem Schwemmerem. Je ve výrobě od roku 1998. Cílem autora bylo vyrobit vozidlo na celoroční dojíždění. 
Cab-bike je celoodpružená tříkolka s dvěma koly vepředu a se samonosnou karosérií. Ta je přitom do určité míry modulární a tak se různé Cab-biky mohou vzhledově v horní části značně lišit — v nabídce je jednak varianta Cabin, kdy je jezdec zcela ukryt, jednak varianta Speedster, kdy hlava jezdce vyčuhuje a vzhledem k menšímu aerodynamickému odporu je snazší dosáhnout vyšších rychlostí.